# Astragalus curvipes
Astragalus curvipes är en ärtväxtart som beskrevs av Ernst Rudolf von Trautvetter. Astragalus curvipes ingår i släktet vedlar, och familjen ärtväxter. Inga underarter finns listade i Catalogue of Life.